# Казачинське
Каза́чинське (рос. Казачинское) — село в Росії, у Красноярському краї, адміністративний центр Казачинського району. Населення — 4 366 осіб.

## Географія
Розташоване на березі річки Єнісей за 195 кілометрів від Красноярська.

## Історія
Засноване в 1650 році.